# Laniarius barbarus
Laniarius barbarus là một loài chim trong họ Malaconotidae. Nó là loài chim sinh sản định cư ở châu Phi xích đạo từ Sénégal và Cộng hòa Dân chủ Congo về phía đông đến Ethiopia.
Nó thường sinh sống ở tầng dưới rừng rậm và các khu vực rừng gỗ khác. Thân dài 22 cm với đuôi dài và cánh ngắn. Con trống và con mái có bề ngoài như nhau nhưng con non thì có màu nhạt hơn và tối hơn. Chúng ăn côn trùng. Tổ làm trên cây hoặc trong bụi cây, mỗi tổ đẻ hai quả trứng.